# FBK Balkan
FBK Balkan er en fodboldklub i Rosengård i Malmö i Sverige. Klubben blev grundlagt den 22. november 1962 af indvandrere fra det daværende Jugoslavien og spiller i division 3 södra Götaland. Klubbens hjemmebane er Rosengårds IP.
FBK Balkan er mest kendt som Zlatan Ibrahimović' ungdomsklub. Andre kendte tidligere spillere for holdet er Goran Slavkovski og Valentino Lai.